# Dreamtime (The Stranglers)
Dreamtime è il nono album in studio del gruppo musicale britannico The Stranglers pubblicato il 27 ottobre 1986.

## Il disco
La title track è ispirata ad una credenza degli aborigeni australiani, chiamata appunto dreamtime. L'album è la naturale continuazione del suo predecessore Aural Sculpture: contiene infatti tracce sia positive sia malinconiche e riflessive, e l'uso di una steel guitar insieme ad alcuni fiati. Tra le tracce più importanti di questo album ci sono Always the Sun, che divenne una delle canzoni più suonate nei live della band, e Shaking like a Leaf.
La Epic Records era certa che quest'album sarebbe stato un notevole successo, sull'onda del singolo Always The Sun. Tuttavia il modesto successo del singolo (trentesima posizione) portò l'album a non andare oltre la posizione numero 16 della classifica.

## Tracce
1. Always the Sun
2. Dreamtime
3. Was It You?
4. You'll Always Reap What You Sow
5. Ghost Train
6. Nice in Nice
7. Big in America
8. Shakin' Like a Leaf
9. Mayan Skies
10. Too Precious

## Bonus track (ristampa CD 2001)
1. Since You Went Away
2. Norman Normal
3. Dry Day
4. Hitman
5. Was it You?
6. Burnham Beeches

## Formazione
- Hugh Cornwell - chitarra, voce
- J.J. Burnel - basso, voce d'accompagnamento
- Jet Black - batteria
- Dave Greenfield - tastiere, voce d'accompagnamento

## Altri musicisti
- Alex Gifford - sassofono
- B.J. Cole - steel guitar
- Martin Veysey - tromba
- Simon Morton - percussioni
- Hillary Cops - tromba